# 弾薬箱

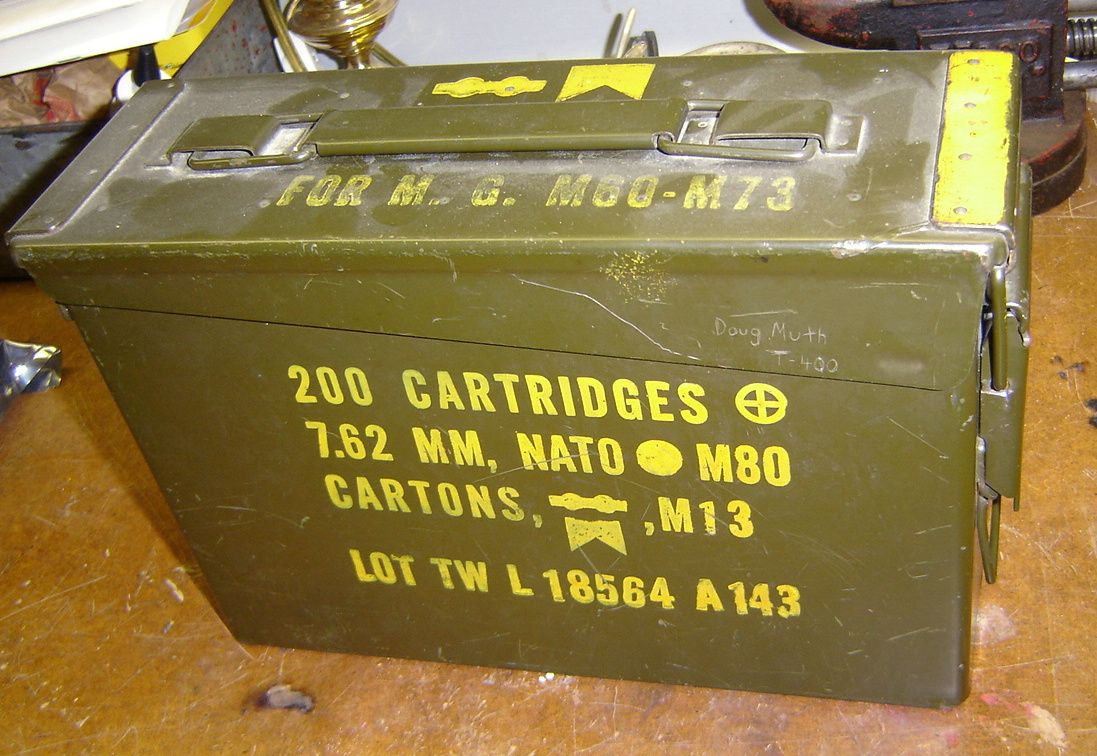
7.62x51mm NATO弾 M80ボールカートリッジ用のM19A1弾薬箱。

弾薬箱（だんやくばこ、だんやくそう）、アムニッションボックス（英語: Ammunition box）、アンモボックス（英語: Ammo box）とは、弾薬の安全な保管と輸送のために設計された容器である。アモ缶またはアモカン、アーモボックスとも呼ばれる。

## 概要
通常は金属製で口径、弾種、数量、製造日またはロット番号が記載されている。
弾薬を湿気による変化から保護するために、ヒンジ付きの蓋にはゴムパッキンがよく見られる。
NATOでは、伝統的に再密封が可能な弾薬箱を使用する。
旧ワルシャワ条約機構加盟国の軍隊では通常、使い捨ての通称「スパム缶」を使用した。
これらは、薬莢が一般的な真鍮より安いが錆に弱い鉄製の7.62x39mm弾や5.45x39mm弾などを完全密封して保護するためのもので、内側に亜鉛メッキが施され、そのうえで木箱に収納されて保管されていた。現在でもロシア連邦軍などで使用されている。
第二次世界大戦中には、開封された弾薬缶を再封するためにダクトテープが使用されていた。

## 広義での弾薬箱

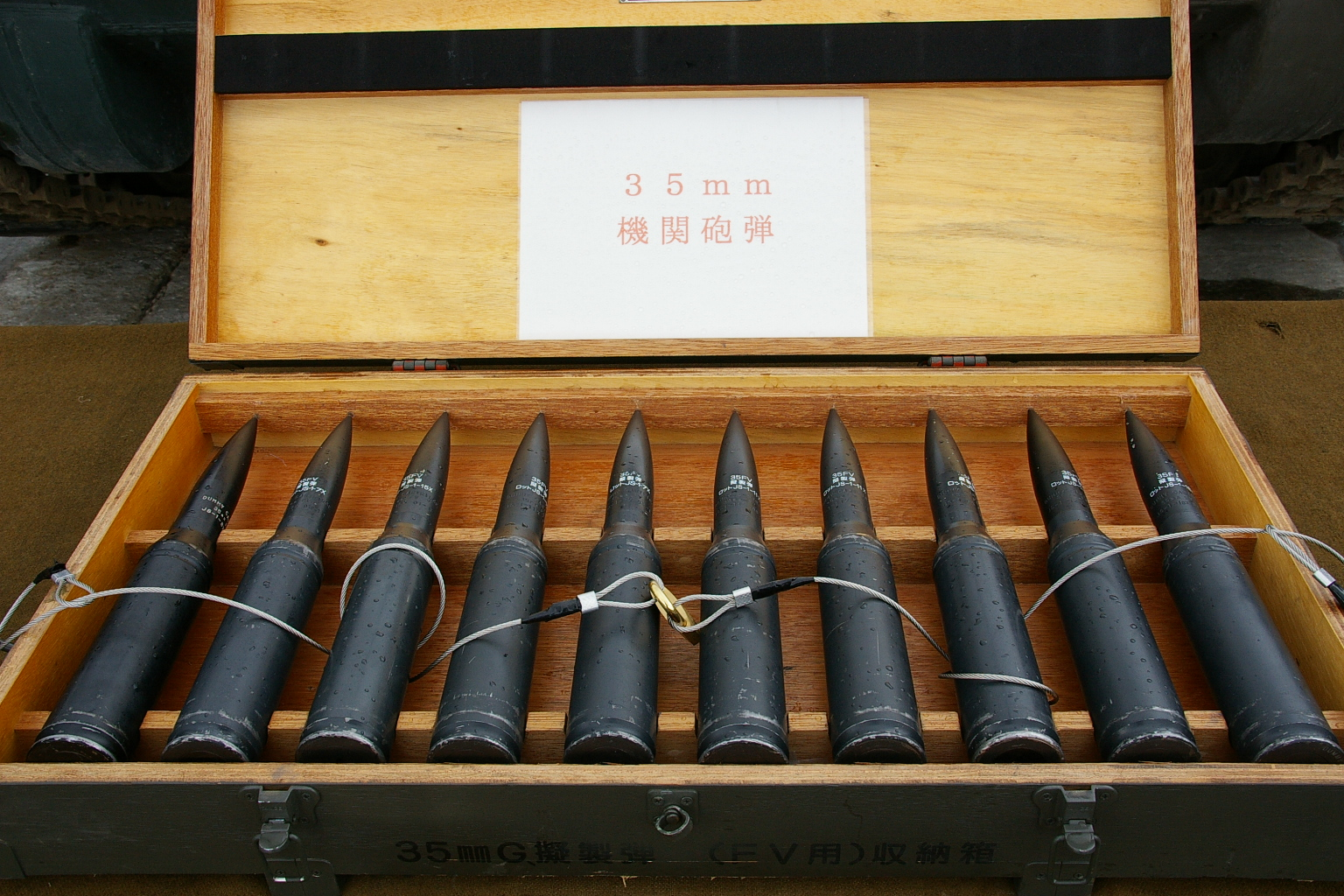
収納箱に入った35mm×228弾。

弾薬箱には必ずしも金属でできたものだけ使用されてきたわけではない。歴史的には、木箱や段ボールも弾薬の包装と保管の方法として使用されてきた。
自衛隊では2023年現在の仕様書でも弾薬の木箱について規定が存在している
一部の愛好家は、歴史的な弾薬箱を収集している。

## 保存性
耐久性のある構造により、金属製の使用済み弾薬箱は小物入れなど、一般物資の保管やその他の目的で再利用されている。
また、宝探しゲームである「ジオキャッシング」では、よく宝箱として利用される。
使用済みの弾薬箱の内部には弾薬に含まれる鉛と装薬(火薬)の残留物があるため、飲食物の保管には使用できない。市販の新しいものや洗浄されるなどして完全に再生された使用済み弾薬箱には問題ない。
ステンシル文字が記された、多くの米軍放出品の使用済み弾薬箱が、ミリタリーショップなどで販売されている。